# メアリー・ウィルソン (フィギュアスケート選手)
メアリー・ウィルソン（英語: Mary L. Wilson 、1940年3月22日 - ）は、オーストラリア出身のフィギュアスケート選手（女子シングル）。1960年スコーバレーオリンピックオーストラリア代表。

## 主な戦績
| 大会/年      | 1959-60 |
| ------------ | ------- |
| オリンピック | 26      |
| 世界選手権   | 24      |